# 제노텍
주식회사 제노텍(영어: Genotech)은 대한민국의 바이오 기업으로, 유전자변이 정밀진단 Kit 등을 개발, 생산하고 있다.